# 琳寧 (清朝宗室)
宗室琳寧（1728年—1805年），又林成，愛新覺羅氏，滿洲鑲藍旗，清朝宗室、官员。諡勤僖。
早年擔任宗人府效力筆帖式。乾隆二十六年，任七品筆帖式。乾隆三十二年，任宗人府經歷。乾隆三十五年，改副理事官。乾隆三十九年，升任理事官。乾隆四十一年，任江西道監察御史，后稽查宗人府事務。乾隆四十三年，任宗室佐領。乾隆四十八年，掌京畿道監察御史。乾隆四十九年，任禮科給事中，后署正藍旗滿洲副都統。乾隆五十年，任山海關副都統。乾隆五十三年，任黑龍江將軍。乾隆五十四年，改吉林將軍。乾隆五十六年，任盛京將軍。乾隆五十七年，任總管內務府大臣。嘉慶五年，任散秩大臣，署正白旗漢軍都統、授正紅旗漢軍都統。嘉慶五年，任工部尚書。嘉慶六年署禮部尚書。嘉慶六年，改吏部尚書。嘉慶七年，加協辦大學士、太子少保。次年，任正藍旗滿洲都統。嘉慶九年，任正黃旗漢軍都統、禮部尚書，管理樂部太常寺鴻臚寺事。